# محمدرضا امیری کهنوج
محمدرضا امیری کهنوج (زادهٔ ۱۳۴۷ در کهنوج) نمایندهٔ حوزهٔ انتخابیهٔ کهنوج، منوجان، رودبار جنوب و قلعه گنج در دورهٔ هشتم مجلس شورای اسلامی بوده‌است.